# Record dei campionati europei di nuoto
La seguente è una lista dei tempi più veloci mai nuotati nelle varie edizioni dei Campionati europei di nuoto e dei Campionati europei di nuoto in vasca corta. Entrambe le competizioni sono organizzate dalla LEN.
(Dati aggiornati all'edizione di Roma 2022 per la vasca lunga e di Otopeni 2023 per la vasca corta)

## Vasca lunga (50m)

### Uomini
| Gara                     | Tempo    | +                                     | Atleta | Nazionalità   | Data           | Edizione | Luogo                  | Ref    |
| ------------------------ | -------- | ------------------------------------- | --- | ------------- | -------------- | -------- | ---------------------- | ------ |
| Stile libero             |          |                                       | |               |                |          |                        |        |
| 50 m                     | 21"11    | sf                                    | Benjamin Proud | Gran Bretagna | 8 agosto 2018  | XXXIV    | Glasgow, Regno Unito   | [ 1 ]  |
| 100 m                    | 46"86    | Record mondiale                       | David Popovici | Romania       | 13 agosto 2022 | XXXVI    | Roma, Italia           |        |
| 200 m                    | 1'42"97  | Miglior prestazione mondiale under 18 | David Popovici | Romania       | 15 agosto 2022 | XXXVI    | Roma, Italia           |        |
| 400 m                    | 3'42"50  |                                       | Lukas Märtens | Germania      | 17 agosto 2022 | XXXVI    | Roma, Italia           |        |
| 800 m                    | 7'40"86  |                                       | Gregorio Paltrinieri                                                                                                | Italia        | 13 agosto 2022 | XXXVI    | Roma, Italia           |        |
| 1500 m                   | 14'34"04 |                                       | Gregorio Paltrinieri                                                                                                | Italia        | 18 maggio 2016 | XXXIII   | Londra, Regno Unito    | [ 2 ]  |
| Dorso                    |          |                                       | |               |                |          |                        |        |
| 50 m                     | 23"80    | Record europeo                        | Kliment Kolesnikov                                                                                                  | Russia        | 18 maggio 2021 | XXXV     | Budapest, Ungheria     |        |
| 100 m                    | 52"11    |                                       | Camille Lacourt | Francia       | 10 agosto 2010 | XXX      | Budapest, Ungheria     | [ 3 ]  |
| 200 m                    | 1'53"36  |                                       | Evgenij Rylov | Russia        | 8 agosto 2018  | XXXIV    | Glasgow, Regno Unito   | [ 4 ]  |
| Rana                     |          |                                       | |               |                |          |                        |        |
| 50 m                     | 26"09    |                                       | Adam Peaty | Gran Bretagna | 8 agosto 2018  | XXXIV    | Glasgow, Regno Unito   | [ 5 ]  |
| 100 m                    | 57"10    |                                       | Adam Peaty | Gran Bretagna | 4 agosto 2018  | XXXIV    | Glasgow, Regno Unito   | [ 6 ]  |
| 200 m                    | 2'06"80  |                                       | Anton Čupkov | Russia        | 6 agosto 2018  | XXXIV    | Glasgow, Regno Unito   | [ 7 ]  |
| Farfalla                 |          |                                       | |               |                |          |                        |        |
| 50 m                     | 22"48    |                                       | Andrij Hovorov | Ucraina       | 7 agosto 2018  | XXXIV    | Glasgow, Regno Unito   | [ 8 ]  |
| 100 m                    | 50"18    |                                       | Kristóf Milák | Ungheria      | 23 maggio 2021 | XXXV     | Budapest, Ungheria     |        |
| 200 m                    | 1'51"10  |                                       | Kristóf Milák | Ungheria      | 19 maggio 2021 | XXXV     | Budapest, Ungheria     |        |
| Misti                    |          |                                       | |               |                |          |                        |        |
| 200 m                    | 1'56"66  |                                       | László Cseh | Ungheria      | 23 maggio 2012 | XXXI     | Debrecen, Ungheria     | [ 9 ]  |
| 400 m                    | 4'09"59  |                                       | László Cseh | Ungheria      | 24 marzo 2008  | XXIX     | Eindhoven, Paesi Bassi | [ 10 ] |
| Staffette a stile libero |          |                                       | |               |                |          |                        |        |
| 4×100 m                  | 3'10"41  |                                       | Andrej Minakov (48"18) Aleksandr Shchyogolev (47"64) Vladislav Grinëv (47"49) Kliment Kolesnikov (47"10)            | Russia        | 17 maggio 2021 | XXXV     | Budapest, Ungheria     |        |
| 4×200 m                  | 7'03"48  |                                       | Martin Maljutin (1'45"15) Aleksandr Shchyogolev (1'45"39) Aleksandr Krasnych (1'46"52) Michail Vekoviščev (1'46"42) | Russia        | 19 maggio 2021 | XXXV     | Budapest, Ungheria     |        |
| Staffetta mista          |          |                                       | |               |                |          |                        |        |
| 4x100 m                  | 3'28"46  |                                       | Thomas Ceccon (52"82) Nicolò Martinenghi (57"72) Matteo Rivolta (50"75) Alessandro Miressi (47"17)                  | Italia        | 17 agosto 2022 | XXXVI    | Roma, Italia           |        |

Legenda: # - Record in attesa di omologazione da parte della LEN;  - Record del mondo;  - Record europeo;

Record non ottenuti in finale: (b) - batteria; (sf) - semifinale; (s) - staffetta prima frazione.

### Donne
| Gara                     | Tempo    | +               | Atleta | Nazionalità   | Data                         | Edizione    | Luogo                                  | Ref           |
| ------------------------ | -------- | --------------- | --- | ------------- | ---------------------------- | ----------- | -------------------------------------- | ------------- |
| Stile libero             |          |                 | |               |                              |             |                                        |               |
| 50 m                     | 23"74    |                 | Sarah Sjöström                                                                                                   | Svezia        | 4 agosto 2018                | XXXIV       | Glasgow, Regno Unito                   | [ 11 ]        |
| 100 m                    | 52"67    |                 | Sarah Sjöström                                                                                                   | Svezia        | 20 agosto 2014 7 agosto 2018 | XXXII XXXIV | Berlino, Germania Glasgow, Regno Unito | [ 12 ] [ 13 ] |
| 200 m                    | 1'54"95  |                 | Charlotte Bonnet                                                                                                 | Francia       | 6 agosto 2018                | XXXIV       | Glasgow, Regno Unito                   | [ 14 ]        |
| 400 m                    | 4'01"53  |                 | Federica Pellegrini                                                                                              | Italia        | 24 marzo 2008                | XXIX        | Eindhoven, Paesi Bassi                 | [ 15 ]        |
| 800 m                    | 8'15"54  |                 | Jazmin Carlin | Gran Bretagna | 21 agosto 2014               | XXXII       | Berlino, Germania                      | [ 16 ]        |
| 1500 m                   | 15'50"22 |                 | Boglárka Kapás                                                                                                   | Ungheria      | 21 maggio 2016               | XXXIII      | Londra, Regno Unito                    | [ 17 ]        |
| Dorso                    |          |                 | |               |                              |             |                                        |               |
| 50 m                     | 27"21    | b               | Georgia Davies                                                                                                   | Gran Bretagna | 4 agosto 2018                | XXXIV       | Glasgow, Regno Unito                   | [ 18 ]        |
| 100 m                    | 58"08    | Record europeo  | Kathleen Dawson                                                                                                  | Gran Bretagna | 23 maggio 2021               | XXXV        | Budapest, Ungheria                     |               |
| 200 m                    | 2'06"08  |                 | Margherita Panziera                                                                                              | Italia        | 23 agosto 2021               | XXXV        | Budapest, Ungheria                     |               |
| Rana                     |          |                 | |               |                              |             |                                        |               |
| 50 m                     | 29"30    | Record mondiale | Benedetta Pilato                                                                                                 | Italia        | 23 agosto 2021               | XXXV        | Budapest, Ungheria                     |               |
| 100 m                    | 1'05"53  |                 | Julija Efimova                                                                                                   | Russia        | 5 agosto 2018                | XXXIV       | Glasgow, Regno Unito                   | [ 19 ]        |
| 200 m                    | 2'19"84  |                 | Rikke Møller Pedersen                                                                                            | Danimarca     | 22 agosto 2014               | XXXII       | Berlino, Germania                      | [ 20 ]        |
| Farfalla                 |          |                 | |               |                              |             |                                        |               |
| 50 m                     | 24"87    | sf              | Sarah Sjöström                                                                                                   | Svezia        | 18 agosto 2014               | XXXII       | Berlino, Germania                      | [ 21 ]        |
| 100 m                    | 55"89    |                 | Sarah Sjöström                                                                                                   | Svezia        | 20 maggio 2016               | XXXIII      | Londra, Regno Unito                    | [ 22 ]        |
| 200 m                    | 2'04"79  |                 | Mireia Belmonte García                                                                                           | Spagna        | 24 agosto 2014               | XXXII       | Berlino, Germania                      | [ 23 ]        |
| Misti                    |          |                 | |               |                              |             |                                        |               |
| 200 m misti              | 2'07"30  |                 | Katinka Hosszú                                                                                                   | Ungheria      | 19 maggio 2016               | XXXIII      | Londra, Regno Unito                    | [ 24 ]        |
| 400 m misti              | 4'30"90  |                 | Katinka Hosszú                                                                                                   | Ungheria      | 16 maggio 2016               | XXXIII      | Londra, Regno Unito                    | [ 25 ]        |
| Staffette a stile libero |          |                 | |               |                              |             |                                        |               |
| 4x100 m                  | 3'33"62  |                 | Inge Dekker (53"77) Ranomi Kromowidjojo (53"61) Femke Heemskerk (53"62) Marleen Veldhuis (52"62)                 | Paesi Bassi   | 18 marzo 2008                | XXIX        | Eindhoven, Paesi Bassi                 | [ 26 ]        |
| 4×200 m                  | 7'50"53  |                 | Alice Mizzau (1'58"34) Stefania Pirozzi (1'57"63) Chiara Masini Luccetti (1'58"06) Federica Pellegrini (1'56"50) | Italia        | 21 agosto 2014               | XXXII       | Berlino, Germania                      | [ 27 ]        |
| Staffetta mista          |          |                 | |               |                              |             |                                        |               |
| 4x100 m                  | 3'54"01  |                 | Kathleen Dawson (58"08) Molly Renshaw (1'05"72) Laura Stephens (57"55) Anna Hopkin (52"66)                       | Gran Bretagna | 23 maggio 2021               | XXXV        | Budapest, Ungheria                     |               |

Legenda: # - Record in attesa di omologazione da parte della LEN;  - Record del mondo,  - Record europeo;

Record non ottenuti in finale: (b) - batteria; (sf) - semifinale; (s) - staffetta prima frazione.

### Mista
| Gara                     | Tempo   | + | Atleta                                                                                      | Nazionalità   | Data           | Edizione | Luogo                | Ref    |
| ------------------------ | ------- | - | ------------------------------------------------------------------------------------------- | ------------- | -------------- | -------- | -------------------- | ------ |
| Staffette a stile libero |         |   |                                                                                             |               |                |          |                      |        |
| 4×100 m                  | 3'22"07 |   | Jérémy Stravius (48"81) Mehdy Metella (47"45) Marie Wattel (53"47) Charlotte Bonnet (52"34) | Francia       | 8 agosto 2018  | XXXIV    | Glasgow, Regno Unito | [ 28 ] |
| 4×200 m                  | 7'26"67 |   | Thomas Dean (1'46"54) Duncan Scott (1'45"43) Abbie Wood (1'56"67) Freya Anderson (1'58"03)  | Gran Bretagna | 18 maggio 2021 | XXXV     | Budapest, Ungheria   |        |
| Staffetta mista          |         |   |                                                                                             |               |                |          |                      |        |
| 4×100 m                  | 3'38"82 |   | Kathleen Dawson (58"43) Adam Peaty (57"13) James Guy (50"61) Anna Hopkin (52"65)            | Gran Bretagna | 20 maggio 2021 | XXXV     | Budapest, Ungheria   |        |

Legenda: # - Record in attesa di omologazione da parte della LEN;  - Record del mondo,  - Record europeo;

Record non ottenuti in finale: (b) - batteria; (sf) - semifinale; (s) - staffetta prima frazione.

## Vasca corta (25m)

### Uomini
| Gara                     | Tempo    | +               | Atleta                                                                                         | Nazionalità   | Data             | Edizione | Luogo                  | Ref    |
| ------------------------ | -------- | --------------- | ---------------------------------------------------------------------------------------------- | ------------- | ---------------- | -------- | ---------------------- | ------ |
| Stile libero             |          |                 |                                                                                                |               |                  |          |                        |        |
| 50 m                     | 20"18    | Record europeo  | Benjamin Proud                                                                                 | Gran Bretagna | 7 dicembre 2023  | XXVI     | Otopeni, Romania       | [ 29 ] |
| 100 m                    | 44"94    | Record europeo  | Amaury Leveaux                                                                                 | Francia       | 13 dicembre 2008 | XVI      | Fiume, Croazia         | [ 30 ] |
| 200 m                    | 1'39"81  |                 | Paul Biedermann                                                                                | Germania      | 13 dicembre 2009 | XVII     | Istanbul, Turchia      | [ 31 ] |
| 400 m                    | 3'34"55  |                 | Danas Rapsys                                                                                   | Lituania      | 4 dicembre 2019  | XXIV     | Glasgow, Gran Bretagna |        |
| 800 m                    | 7'27"94  | Record europeo  | Gregorio Paltrinieri                                                                           | Italia        | 7 novembre 2021  | XXV      | Kazan', Russia         |        |
| 1500 m                   | 14'08"06 |                 | Gregorio Paltrinieri                                                                           | Italia        | 4 dicembre 2015  | XXII     | Netanya, Israele       | [ 32 ] |
| Dorso                    |          |                 |                                                                                                |               |                  |          |                        |        |
| 50 m                     | 22"47    |                 | Kliment Kolesnikov                                                                             | Russia        | 3 novembre 2021  | XV       | Kazan', Russia         |        |
| 100 m                    | 48"97    |                 | Arkadij Vjatčanin Stanislav Donec                                                              | Russia        | 13 dicembre 2009 | XVII     | Istanbul, Turchia      | [ 33 ] |
| 200 m                    | 1'48"02  |                 | Kliment Kolesnikov                                                                             | Russia        | 13 dicembre 2017 | XXIII    | Copenaghen, Danimarca  | [ 34 ] |
| Rana                     |          |                 |                                                                                                |               |                  |          |                        |        |
| 50 m                     | 25"25    | Record mondiale | Il'ja Šymanovič                                                                                | Bielorussia   | 7 novembre 2021  | XXV      | Kazan', Russia         |        |
| 100 m                    | 55"45    |                 | Il'ja Šymanovič                                                                                | Bielorussia   | 3 novembre 2021  | XXV      | Kazan', Russia         |        |
| 200 m                    | 2'00"53  |                 | Marco Koch                                                                                     | Germania      | 3 dicembre 2015  | XXII     | Netanya, Israele       | [ 35 ] |
| Farfalla                 |          |                 |                                                                                                |               |                  |          |                        |        |
| 50 m                     | 21"75    | Record mondiale | Szebasztián Szabó                                                                              | Ungheria      | 6 novembre 2021  | XXV      | Kazan', Russia         |        |
| 100 m                    | 48"47    | Record europeo  | Noè Ponti                                                                                      | Svizzera      | 6 dicembre 2023  | XXVI     | Otopeni, Russia        |        |
| 200 m                    | 1'49"00  | Record europeo  | László Cseh                                                                                    | Ungheria      | 6 dicembre 2015  | XXII     | Netanya, Israele       | [ 36 ] |
| Misti                    |          |                 |                                                                                                |               |                  |          |                        |        |
| 100 m                    | 50"76    | sf              | Peter Mankoč                                                                                   | Slovenia      | 12 dicembre 2009 | XVII     | Istanbul, Turchia      | [ 37 ] |
| 200 m                    | 1'50"85  | Record europeo  | Andreas Vazaios                                                                                | Grecia        | 6 dicembre 2019  | XXIV     | Glasgow, Regno Unito   |        |
| 400 m                    | 3'57"01  |                 | Alberto Razzetti                                                                               | Italia        | 10 dicembre 2023 | XXVI     | Otopeni, Romania       |        |
| Staffetta a stile libero |          |                 |                                                                                                |               |                  |          |                        |        |
| 4×50 m                   | 1'20"77  | [ 38 ]          | Alain Bernard (20"64) Fabien Gilot (20"33) Amaury Leveaux (19"93) Frédérick Bousquet (19"87)   | Francia       | 14 dicembre 2008 | XVI      | Fiume, Croazia         | [ 39 ] |
| Staffetta mista          |          |                 |                                                                                                |               |                  |          |                        |        |
| 4×50 m                   | 1'30"14  |                 | Michele Lamberti (22"62) Nicolò Martinenghi (25"14) Marco Orsi (22"17) Lorenzo Zazzeri (20"21) | Italia        | 3 novembre 2021  | XXV      | Kazan', Russia         |        |

Legenda: # - Record in attesa di omologazione da parte della LEN;  - Record del mondo,  - Record europeo;

Record non ottenuti in finale: (b) - batteria; (sf) - semifinale; (s) - staffetta prima frazione.

### Donne
| Gara                     | Tempo    | +              | Atleta                                                                                              | Nazionalità | Data             | Edizione | Luogo                 | Ref    |
| ------------------------ | -------- | -------------- | --------------------------------------------------------------------------------------------------- | ----------- | ---------------- | -------- | --------------------- | ------ |
| Stile libero             |          |                | |             |                  |          |                       |        |
| 50 m                     | 23"12    |                | Sarah Sjöström                                                                                      | Svezia      | 3 novembre 2021  | XXV      | Kazan', Russia        |        |
| 100 m                    | 50"95    |                | Ranomi Kromowidjojo                                                                                 | Paesi Bassi | 15 dicembre 2017 | XXIII    | Copenaghen, Danimarca | [ 40 ] |
| 200 m                    | 1'51"17  |                | Federica Pellegrini                                                                                 | Italia      | 13 dicembre 2009 | XVII     | Istanbul, Turchia     | [ 41 ] |
| 400 m                    | 3'54"85  |                | Camille Muffat                                                                                      | Francia     | 24 novembre 2012 | XX       | Chartres, Francia     | [ 42 ] |
| 800 m                    | 8'04"53  |                | Alessia Filippi                                                                                     | Italia      | 12 dicembre 2008 | XVI      | Fiume, Croazia        | [ 43 ] |
| 1500 m                   | 15'18"30 |                | Anastasija Kirpičnikova                                                                             | Russia      | 5 novembre 2021  | XXV      | Kazan', Russia        |        |
| Dorso                    |          |                | |             |                  |          |                       |        |
| 50 m                     | 25"70    |                | Sanja Jovanović                                                                                     | Croazia     | 12 dicembre 2009 | XVII     | Istanbul, Turchia     | [ 44 ] |
| 100 m                    | 55"17    |                | Kira Toussaint                                                                                      | Paesi Bassi | 4 dicembre 2019  | XXIV     | Glasgow, Regno Unito  |        |
| 200 m                    | 1'59"84  |                | Katinka Hosszú                                                                                      | Ungheria    | 4 dicembre 2015  | XXII     | Netanya, Israele      | [ 45 ] |
| Rana                     |          |                | |             |                  |          |                       |        |
| 50 m                     | 28"86    |                | Benedetta Pilato                                                                                    | Italia      | 10 dicembre 2023 | XXVI     | Otopeni, Romania      |        |
| 100 m                    | 1'02"92  |                | Rūta Meilutytė                                                                                      | Lituania    | 15 dicembre 2013 | XXI      | Herning, Danimarca    | [ 46 ] |
| 200 m                    | 2'15"21  | Record europeo | Rikke Møller Pedersen                                                                               | Danimarca   | 13 dicembre 2013 | XXI      | Herning, Danimarca    | [ 47 ] |
| Farfalla                 |          |                | |             |                  |          |                       |        |
| 50 m                     | 24"50    |                | Sarah Sjöström                                                                                      | Svezia      | 7 novembre 2021  | XXV      | Kazan', Russia        |        |
| 100 m                    | 55"00    |                | Sarah Sjöström                                                                                      | Svezia      | 17 dicembre 2017 | XXIII    | Copenaghen, Danimarca | [ 48 ] |
| 200 m                    | 2'01"52  |                | Mireia Belmonte García                                                                              | Spagna      | 12 dicembre 2013 | XXI      | Herning, Danimarca    | [ 49 ] |
| Misti                    |          |                | |             |                  |          |                       |        |
| 100 m                    | 56"67    |                | Katinka Hosszú                                                                                      | Ungheria    | 4 dicembre 2015  | XXII     | Netanya, Israele      | [ 50 ] |
| 200 m                    | 2'02"53  |                | Katinka Hosszú                                                                                      | Ungheria    | 5 dicembre 2015  | XXII     | Netanya, Israele      | [ 51 ] |
| 400 m                    | 4'19"46  | b              | Katinka Hosszú                                                                                      | Ungheria    | 2 dicembre 2015  | XXII     | Netanya, Israele      | [ 52 ] |
| Staffetta a stile libero |          |                | |             |                  |          |                       |        |
| 4×50 m                   | 1'33"25  |                | Inge Dekker (23"53) Hinkelien Schreuder (22"81) Saskia de Jonge (23"88) Ranomi Kromowidjojo (23"03) | Paesi Bassi | 11 dicembre 2009 | XVII     | Istanbul, Turchia     | [ 53 ] |
| Staffetta mista          |          |                | |             |                  |          |                       |        |
| 4×50 m                   | 1'42"69  |                | Hinkelien Schreuder (26"32) Moniek Nijhuis (29"16) Inge Dekker (24"51) Ranomi Kromowidjojo (22"70)  | Paesi Bassi | 12 dicembre 2009 | XVII     | Istanbul, Turchia     | [ 54 ] |

Legenda: # - Record in attesa di omologazione da parte della LEN;  - Record del mondo,  - Record europeo;

Record non ottenuti in finale: (b) - batteria; (sf) - semifinale; (s) - staffetta prima frazione.

### Mista
| Gara                     | Tempo   | + | Atleta                                                                                    | Nazionalità   | Data            | Edizione | Luogo            | Ref |
| ------------------------ | ------- | - | ----------------------------------------------------------------------------------------- | ------------- | --------------- | -------- | ---------------- | --- |
| Staffetta a stile libero |         |   |                                                                                           |               |                 |          |                  |     |
| 4×50 m                   | 1'27"75 |   | Benjamin Proud (20"39) Lewis Burras (20"69) Anna Hopkin (22"95) Freya Anderson (23"72)    | Gran Bretagna | 9 dicembre 2023 | XXVI     | Otopeni, Romania |     |
| Staffetta mista          |         |   |                                                                                           |               |                 |          |                  |     |
| 4×50 m                   | 1'36"18 |   | Kira Toussaint (25"99) Arno Kamminga (25"54) Maaike De Waard (24"50) Thom De Boer (20"15) | Paesi Bassi   | 7 novembre 2021 | XXV      | Kazan', Russia   |     |

Legenda: # - Record in attesa di omologazione da parte della LEN;  - Record del mondo,  - Record europeo;

Record non ottenuti in finale: (b) - batteria; (sf) - semifinale; (s) - staffetta prima frazione.